# آلبرتو مدینا
آلبرتو مدینا (انگلیسی: Alberto Medina؛ زادهٔ ۲۹ مهٔ ۱۹۸۳) یک بازیکن فوتبال اهل مکزیک است.
وی همچنین در تیم ملی فوتبال مکزیک بازی کرده‌است.